# Lista de programas transmitidos pelo Cartoonito (América Latina)
Esta é uma lista de programas transmitidos pelo canal Cartoonito latino-americano e brasileiro, lançado em 1 de dezembro de 2021, pelo Turner Broadcasting System Latin America, e originalmente foi Boomerang em 12 de julho de 2001, que foi inicialmente voltado para a exibição de clássicos, com uma programação dedicada para todas as idades. Com o passar dos anos, o Boomerang passou a exibir desenhos de 1990 a 2000, iniciando um processo de descaracterização do canal que resultou numa programação mais recente a partir de 3 de abril de 2006. Dois anos mais tarde, em 2008, foi novamente com seus próprios gráficos originais e uma programação, apelando para um público adolescente, com séries originais e filmes. Em 4 de fevereiro de 2014, o canal foi totalmente reformulado com séries e filmes para o público infantil.

## Programação atual
Esta é uma lista de programas atualmente transmitidos ao ar na programação do canal Cartoonito, em 1 de dezembro de 2021.
- A Fazenda do Zenon
- Baby Looney Tunes
- Blippi
- Cocomelon
- Cleo e Cuquin
- Grizzy e os Lemmings
- Oi Duggee
- Lu e seus Amigos
- Lucas the Spider
- Masha e o Urso
- Milo[2]
- Mundo Bita
- My Magic Pet Morphle
- Mush Mush e Mushamigos
- Oddbods
- Odo
- Perninha em Obras
- Pocoyo
- Sésamo
- Scooby-Doo e Convidados
- Thomas e Seus Amigos: Trens a Todo Vapor
- O Show de Tom e Jerry
- Tom e Jerry em Nova Iorque
- Turma da Mônica
- WeeBoom
- Yabba-Dabba Dinossaurs

## Programação antiga

### Boomerang
Esta é uma lista de programas antigos transmitidos ao ar na programação do canal Boomerang, até 30 de novembro de 2021.
| Título                                         | Data de exibição                                                   | Fontes(s)                                     |
| Programas originais da Warner Bros. Animation  | Programas originais da Warner Bros. Animation                      | Programas originais da Warner Bros. Animation |
| ---------------------------------------------- | ------------------------------------------------------------------ | --------------------------------------------- |
| O Show de Tom e Jerry                          | 1 de fevereiro de 2015 (original) 14 de setembro de 2015 (retorno) | [ 3 ]                                         |
| Que Legal, Scooby-Doo!                         | 9 de outubro de 2015                                               | [ 4 ]                                         |
| New Looney Tunes                               | 6 de novembro de 2015                                              | [ 5 ]                                         |
| Bunnicula, O Vampiro Coelho                    | 6 de maio de 2016                                                  | [ 6 ]                                         |
| Dorotrhy e o Mágico de Oz                      | 4 de setembro de 2017                                              |                                               |
| Corrida Maluca                                 | 6 de novembro de 2017                                              |                                               |
| Scooby-Doo e Convidados                        | 8 de novembro de 2019                                              |                                               |
| DC Super Hero Girls                            | 5 de abril de 2020                                                 |                                               |
| Programas originais do Cartoon Network Studios |                                                                    |                                               |
| Ben 10 (2016)                                  | 10 de abril de 2017                                                |                                               |
| Programas adquiridos                           |                                                                    |                                               |
| As Aventuras de Gui & Estopa                   | 1 de abril de 2014 (original) 5 de abril de 2021 (retorno)         |                                               |
| Masha e o Urso                                 | 28 de setembro de 2014                                             | [ 7 ]                                         |
| Oddbods                                        | 28 de setembro de 2014 (original) 4 de abril de 2016 (retorno)     | [ 7 ]                                         |
| A Turma da Mônica                              | 1 de fevereiro de 2015                                             |                                               |
| Mr. Bean: A Série Animada                      | 1 de junho de 2015                                                 | [ 8 ]                                         |
| Grizzy e os Lemmings                           | 7 de novembro de 2016                                              | [ 9 ]                                         |
| The Happos Family                              | 4 de março de 2017                                                 | [ 10 ]                                        |
| Lego Friends                                   | 4 de setembro de 2017                                              |                                               |
| Sr. Peabody e Sherman Show                     | 4 de maio de 2018                                                  |                                               |
| Zuzubalândia                                   | 25 de maio de 2018                                                 |                                               |
| Barbie Dreamhouse Adventures                   | 21 de junho de 2018                                                |                                               |
| Taffy                                          | 24 de abril de 2019                                                |                                               |
| Mighty Mike                                    | 28 de maio de 2019                                                 |                                               |
| WeeBoom                                        | 5 de julho de 2019                                                 |                                               |
| Ninja Express                                  | 26 de julho de 2021                                                |                                               |
| Thomas e Seus Amigos: Trens a Todo Vapor       | 4 de outubro de 2021                                               |                                               |

### Curtas
- Curtas de DC Super Hero Girls
- Histórias de Om Nom
- Ben 10 Toy Play
- Barbie Vlog
- Sensei Sabelotodo

## Ex-programação do Boomerang

### Ex-programas de programação
Em ordem alfabética do português para inglês
- O Ônibus Mágico
- Maguila, o Gorila
- Maisy
- Majority Rules!
- Marcus Level
- Masha's Spooky Stories
- Masha e o Urso
- Mestre Raindrop e a Missão dos Elementos
- Max e Ruby
- Maya e Miguel
- As Super Gatinhas
- Miffy & Amigos
- O Poderoso Hércules
- Mighty Mike
- Mike, Lu & Og
- Mirmo de Pon!
- O Bosque do Sol da Dona Aranha
- Meu amigo, o tubarão
- Mixels
- Moby Dick e o Poderoso Mightor
- Mona, a Vampiro
- Monster High: Aventuras do Esquadrão Monstro
- Monster High
- Mr. Bean
- Mr. Magoo
- Sr. Peabody e Sherman Show
- Senhor Young
- Mucha Lucha
- Meu Pai é um Roqueiro
- Meu Cavaleiro e Eu
- Meus pais são Alienígenas
- NPS: No puede ser
- Ned e a Salamandra
- Archie e Sabrina
- Os Novos Filmes do Scooby-Doo
- O Novo Pica-Pau
- A Hora do Arrepio
- New Looney Tunes
- Ninja Express
- Oggy e as Baratas Tontas
- Out There
- A Galera da Lei
- O PINY Instituto de Nova York
- Pac-Man
- Parental Control
- Paw Paws, os Ursinhos Mágicos
- Bam-Bam e Pedrita
- Pécola
- Peppa Pig
- Mascotes Extraterrestres
- Peter Potamus e Tico Mico
- A Turma da Pantera Cor-de-Rosa
- Os Filhos da Pantera Cor-de-Rosa
- A Pantera Cor-de-Rosa
- Pinky e o Cérebro
- Os Piratas das Águas Sombrias
- Plic e Ploc e Chuvisco
- Pokémon
- Popeye
- Postcards from Buster
- Os Cãezinhos do Canil
- As Meninas Superpoderosas
- As Meninas Superpoderosas
- As Meninas Superpoderosas: Geração Z
- O Xodó da Vovó
- Preston Pig
- Maldosas
- Polo
- Bacamarte e Chumbinho
- Pepe Legal
- Radio Free Roscoe
- Rebelde
- Richie Rich
- Coelho Ricochete
- Rincón de Luz
- Ruby Gloom
- Jambo e Ruivão
- Clube do Galope
- Sagwa, A Gatinha Siamesa
- O Show do Scooby-Doo
- Scooby-Doo! Mistério S/A
- Scooby-Doo, Cadê Você?
- Scooby-Doo e Scooby-Loo/O Novo Show de Scooby e Scooby-Loo
- Uma Aventura na África
- Laboratório Submarino
- A Vida Secreta de uma Adolescente Americana
- Esquilo sem Grilo
- Shazzan
- She-Ra: A Princesa do Poder
- Super Tiras
- Marnie e Sua Caixa Mágica
- Locomotivos
- Clube do Travesseiro
- Os Smurfs
- Leão da Montanha
- Snobs, meu Melhor Amigo
- Olho Vivo e Faro Fino
- Os Snorkels
- Somos tú y yo
- Sonic Boom
- Space Ghost
- Speed Buggy
- Speed Racer
- Split
- Lula Lelé
- Na Onda
- Moranguinho
- Super 4
- Super Galo
- Super Amigos
- Os Super Globetrotters
- Survive This
- SWAT Kats, o Esquadrão Radical
- Os Mistérios de Piu-Piu & Frajola
- Taffy
- Talking Tom and Friends
- Taz-Mania
- Os Jovens Titãs em Ação
- As Tartarugas Ninja
- That's So Weird!
- Thundarr, o bárbaro/Os Bárbaros
- ThunderCats
- Tom e Jerry
- As aventuras dos filhos de Tom & Jerry
- As Aventuras de Tom e Jerry
- Tom sem Freio
- Toopy and Binoo
- Manda-Chuva
- Luzes, Drama, Ação!
- Ilha dos Desafios Drama Total
- Três Espiãs Demais!
- Tartaruga Touché e Dum Dum
- Tracey McBean
- Tom, O Trator
- Tromba Trem
- As Novas Aventuras do Gato Félix
- The Twisted Whiskers Show
- Titio Avô
- O Vira-Lata
- Unigata!
- Video Cartoonito Che Idea!
- Viva Piñata
- Corrida Maluca
- Corrida Maluca (2017)
- Wally Gator
- What I Like About You
- O Que Há de Novo, Scooby-Doo?
- Feiticeira Faceira
- O Clube das Winx
- Cocota e Motoca
- Pica-Pau
- Patinho Duque
- Mosquete, Mosquito e Moscardo
- Zé Colmeia
- Show do Zé Colmeia
- A Turma do Zé Colmeia
- A Corrida Espacial do Zé Colmeia
- Zé Colmeia e os Caça-Tesouros
- Yoohoo e Amigos
- Yoohoo - Amigos da Natureza
- Projeto Zeta
- Zixx
- Zuzubalândia

### Ex-blocos de programação
- Boombox - era um segmento musical que foi ao ar desde o final de 2007, o que incluiu vídeos de música, performances ao vivo e documentários de música para vários artistas, como Avril Lavigne, Katy Perry, Lady Gaga, Paramore, Thirty Seconds to Mars, entre outros. Ele foi removido, em abril de 2014.
- MiniTV - Ela consistia de programação pré-escolar focada em crianças de 2 a 6 anos de idade. Ele foi ao ar todas as manhãs. O logotipo ficou amarelo durante este bloco. Foi lançada em outubro de 2008.
- Luces, Cámara, Boomerang/Luz, Câmera, Boomerang - Este bloco de programação foi o único a já existe no antigo Boomerang e não foi retirado do canal. Ele foi ao ar diferentes filmes, a maioria deles focada em adolescentes. O logotipo manteve suas cores originais. O bloco foi removido e substituído em Abril de 2014, e Cine Boomerang foi transmitido em outubro de 2014.
- Programação regular - Programação normal foi ao ar no Boomerang, focado em crianças e famílias. Ele foi ao ar na maior parte durante o dia. O logotipo virou branco vermelho ou às vezes translúcido. Em 2008, até o segundo trimestre de 2014, a programação normal do canal foi focada em adolescentes, com dramas de vários países internacionais.
- Live Action - Boomerang foi ao ar programação focada-teen, com clipes da série, a realidade da série e de vídeo de música. Ele foi ao ar no final da tarde e início da noite. O logotipo virou azul e verde.
- Película Boomerang/Filme Boomerang - Sessões de filmes durante o dia apenas em dias de semana . O logotipo virou totalmente azul.
- Matinee del Domingo/Matinê de Domingo - Um filme durante a manhã de todos os domingos. O logo ficou vermelho com laranja.
- Boomerang Clásico/Boomerang Clássico - Programação clássico foi ao ar todas as noites e início da manhã até o amanhecer. O logotipo virou totalmente de verde. Foi lançada em outubro de 2008.
- Boomeraction - Um dos primeiros blocos que foram ao ar no Boomerang, a sua programação focada nos shows de ação-aventura, incluindo Thundarr, o Bárbaro, SWAT Kats, Os Piratas de Águas Sombrias, Jonny Quest e Space Ghost. Ele também foi um dos únicos blocos do Boomerang que foram ao ar em todos feeds internacionais, incluindo as versões de televisão do Reino Unido, América Latina e Austrália. O bloco foi removido por 2 de abril de 2006, devido a primeiro rebrand, como toda a programação do bloco de esquerda na programação.
- Cine Boom - foi um bloco de filmes semanal orientado para a família (semelhante a do Cartoon Network Cine Toon). Exibia filmes clássicos das produções originais da GoodTimes Entertainment. O bloco foi removido por 02 de abril de 2006, devido a primeiro rebrand, como toda a programação do bloco de esquerda na programação.
- Warner All Stars - anteriormente chamado Explosão Acme.
- Club de Tom y Jerry/Clube de Tom e Jerry: Ele estreou em 9 de fevereiro de 2016, que é um bloco onde Tom e Jerry, As Aventuras de Tom e Jerry e O Show de Tom e Jerry, sendo exibidas às 20h.
- Boomerang Extra: É um espaço que transmite curtas de animação durante os comerciais.
- Cine Boomerang: É um bloco com filmes clássicos e modernos de animação para toda a família, sendo exibidas ao meio-dia.
- O Melhor do Boomerang: é um bloco dos melhores desenhos no canal.

## Ex-programação do Cartoonito
- Pequena Ellen